# N,N-二苯基脲
N,N-二苯基脲也称1,1-二苯基脲，它是一种有机化合物，化学式为C13H12N2O，是N,N '-二苯基脲的同分异构体。它可由二苯胺、氰酸钠和三氟乙酸反应制得。它和对甲苯磺酰氯在吡啶中反应，可以得到二苯基氨基氰；它和次氯酸钠反应，得到1,1-二苯肼。